# Ferar Cluj
El Ferar Cluj (en húngaro: Kolozsvári Vasas) fue un equipo de fútbol de Rumania que alguna vez jugó en la Liga I, la primera división de fútbol en el país y en la NB1, la primera división de fútbol de Hungría.

## Historia
Fue fundado en el año 1907 en la ciudad de Cluj-Napoca con el nombre Kolozsvári AC e ingresó al sistema de competición de Hungría; hasta que tras finalizar la Primera Guerra Mundial la ciudad de Cluj-Napoca forma parte de Rumania y por primera vez el club juega en el sistema del fútbol rumano.
El club jugó en las divisiones regionales de Rumania hasta que en 1934 entra a la Liga II, donde se mantuvo hasta su descenso en 1938.
Durante la Segunda Guerra Mundial el equipo regresa a competir bajo el sistema del fútbol de Hungría, y llega a jugar en la NB1 y termina en tercer lugar de la temporada 1943/44 y llega a la final de la Copa de Hungría en donde pierde ante el Ferencváros TC con marcador global de 3-5. Al finalizar la Segunda Guerra Mundial el club cambia su nombre por el de Ferar Cluj luego de obtener el ascenso a la Liga I de Rumania, en donde se mantuvo por dos temporadas hasta que en 1948 desaparece tras fusionarse con el CFR Cluj.

## Palmarés
- Liga II - Cluj-Napoca: 1

1945/46
- Campeonato de Transylvania: 1

1913/14

## Jugadores

### Jugadores destacados
- Ștefan Kovács
- Ladislau Bonyhádi
- Iosif Petschovsky
- Gheorghe Váczi